# جزيرة المرجان
جزيرة المرجان هي جزيرة سياحية في مدينة الدمام شرق المملكة العربية السعودية، وهي أول جزيرة اصطناعية بالمملكة. بُنيت الجزيرة بواسطة شركة أرامكو سنة 1991م، وذلك في عهد الملك فهد بن عبد العزيز.
تبعد جزيرة المرجان عن كورنيش الدمام حوالي 1800 م، كما أنها تتصل بجسر ممهد يربطها بالكورنيش. تبلغ مساحتها 7000 متر مربع، ويتوسطها برج «الملوية» بتصميمه الفريد.